# توماس سي. كينكيد
توماس كاسين كينكيد (3 أبريل 1888 - 17 نوفمبر 1972) كان أدميرالًا في البحرية الأمريكية، اشتهر بخدمته خلال الحرب العالمية الثانية.